# Club Esportiu Oasis
El Club Esportiu Oasis fou un club de tennis de taula de Barcelona, fundat al principi de la dècada del 1950.
Competí durant moltes temporades al Campionat de Catalunya, aconseguint el triomf la temporada 1956-57. Aquell mateix any, l'entitat es proclamà campiona d'Espanya per equips. Per la seva banda, l'equip femení aconseguí tres subcampionats estatals de forma consecutiva (1957, 1958 i 1959). Entre els seus membres, destacaren els germans Jordi i Josep Maria Palés, Martí Olivar i Anna Maria Navarro, que aconseguiren diversos campionats de Catalunya i d'Espanya individualment i per parelles. El club desaparegué a principis de la dècada del 1960.